# Kimberly Derrick
Kimberly Derrick (n. 28 aprilie 1985, Blytheville⁠(d), Arkansas, SUA) este o sportivă ce a reprezentat Statele Unite ale Americii, medaliată olimpică. A participat la 2 ediții ale Jocurilor Olimpice (2006, 2010) în care a câștigat o medalie de bronz.